# 阿特塞内塔达尔瓦伊达
阿特塞内塔达尔瓦伊达，是西班牙瓦伦西亚自治区巴伦西亚省的一个市镇。总面积6平方公里，总人口1263人（2001年），人口密度211人/平方公里。